# Торпедо (футбольный клуб, Мытищи)
«Торпедо» — российский футбольный клуб из подмосковного города Мытищи. Основан в 1929 году на базе Мытищинского Вагоностроительного Завода, основанного в 1897 году (ныне ОАО «Метровагонмаш»).

## История
Футбольный Клуб «Торпедо» (Мытищи) был образован в 1929 году. С момента своего образования и до середины сороковых годов команда называлась «Дзержинец». Начиная с середины 40-х годов и до 1993 года клуб носил легендарное название «Торпедо». В сезоне 1993 года клуб занял 1-е место в 3-й зоне второй лиги. Однако вследствие серьезных финансовых проблем по окончании того сезона клуб оказался на грани исчезновения, но благодаря руководству Мытищинского коммерческого банка (МКБ) получил финансирование и продолжил существование, изменив своё название на «Торпедо-МКБ». Впоследствии банк разорился, и «Торпедо-МКБ» вновь стало «Торпедо», перейдя под муниципальную юрисдикцию. Последний профессиональный сезон — 1995.

### Прежние названия
- 1929 — середина 40-х — «Дзержинец»
- Середина 40-х — 1993 — «Торпедо»
- 1994 — «Торпедо-МКБ»
- 1995 — «Торпедо»

## Стадион «Торпедо»
Стадион «Торпедо» был построен в 1929 году, в то время на окраине города (ныне мкрн. Леонидовка, ул. Коминтерна 5, г.о. Мытищи) на месте старого кладбища и изначально назывался «Дзержинец». С первых лет постройки на стадионе проходило много различных спортивных мероприятий. Начиная с середины 40-х годов стадион носит имя «Торпедо».
На стадионе в разное время, в товарищеских футбольных матчах с мытищинскими торпедовцами играли знаменитые московские «Спартак», «Динамо», «Торпедо», ЦСКА, молодёжная сборная СССР. Неоднократно приезжали ветераны московского «Спартака».  
В 1972 году была построена «Южная» трибуна. 
Полномасштабная реконструкция стадиона состоялась в 2012—2013 годах. Нынешнее полное официальное название — Спортивно-молодёжный Комплекс «Торпедо» Мытищи (СМК «Торпедо» Мытищи) .

## Достижения
- Кубок Московской Области: Обладатель (1) — 1988.    «Торпедо» — «Торгмаш» (Люберцы) 1:2, 2:0
- Чемпионат Московской области (7):
  - Серебро (4) — 1970, 1983, 1987, 1989
  - Бронза (3) — 1971, 1985, 1988
- Кубок РСФСР: Финалист (1) — 1989
- Чемпионат РСФСР: Чемпион (1) — 1990
- Суперкубок РСФСР: Обладатель (1) — 1990.    4 ноября, Анапа. «Торпедо» — «Авангард» (Камышин) 1:0
- Турнир «Футбол России»: Победитель (1) — 1990.    16 октября, Мытищи. «Торпедо» — «Нефтехимик» (Нижнекамск) 1:0
- Чемпионат России: Чемпион (1) — 1993 (D3, Вторая Лига)
- Кубок России 1993 — 1/32 финала

### Рекорды
Победы :
- 19.05.1990 «Торпедо-МЗАЛ» (Мценск) — «Торпедо» (Мытищи) 0:6
- 04.08.1990 «Торпедо» (Мытищи) — «Торпедо-МЗАЛ» (Мценск) 6:0
- 30.08.1992 «Торпедо» (Мытищи) — «Кинотавр» (Подольск) 7:2
- 02.11.1992 «Пресня» (Москва) — «Торпедо» (Мытищи) 1:8.

Поражения :
- ?.06.1939 «Красное Знамя» (с. Глухово) — «Дзержинец» (Мытищи) 4:0
- 23.07.1950 «Крылья Советов» (Ступино) — «Торпедо» (Мытищи) 5:1
- 12.08.1994 «Спартак-Д» (Москва) — «Торпедо» (Мытищи) 5:0
- 16.10.1994 «Сатурн» (Раменское) — «Торпедо» (Мытищи) 6:1.